# Cugny (Aisne)
Pour les articles homonymes, voir Cugny.
Cugny est une commune française située dans le département de l'Aisne en région Hauts-de-France.

## Géographie

### Localisation

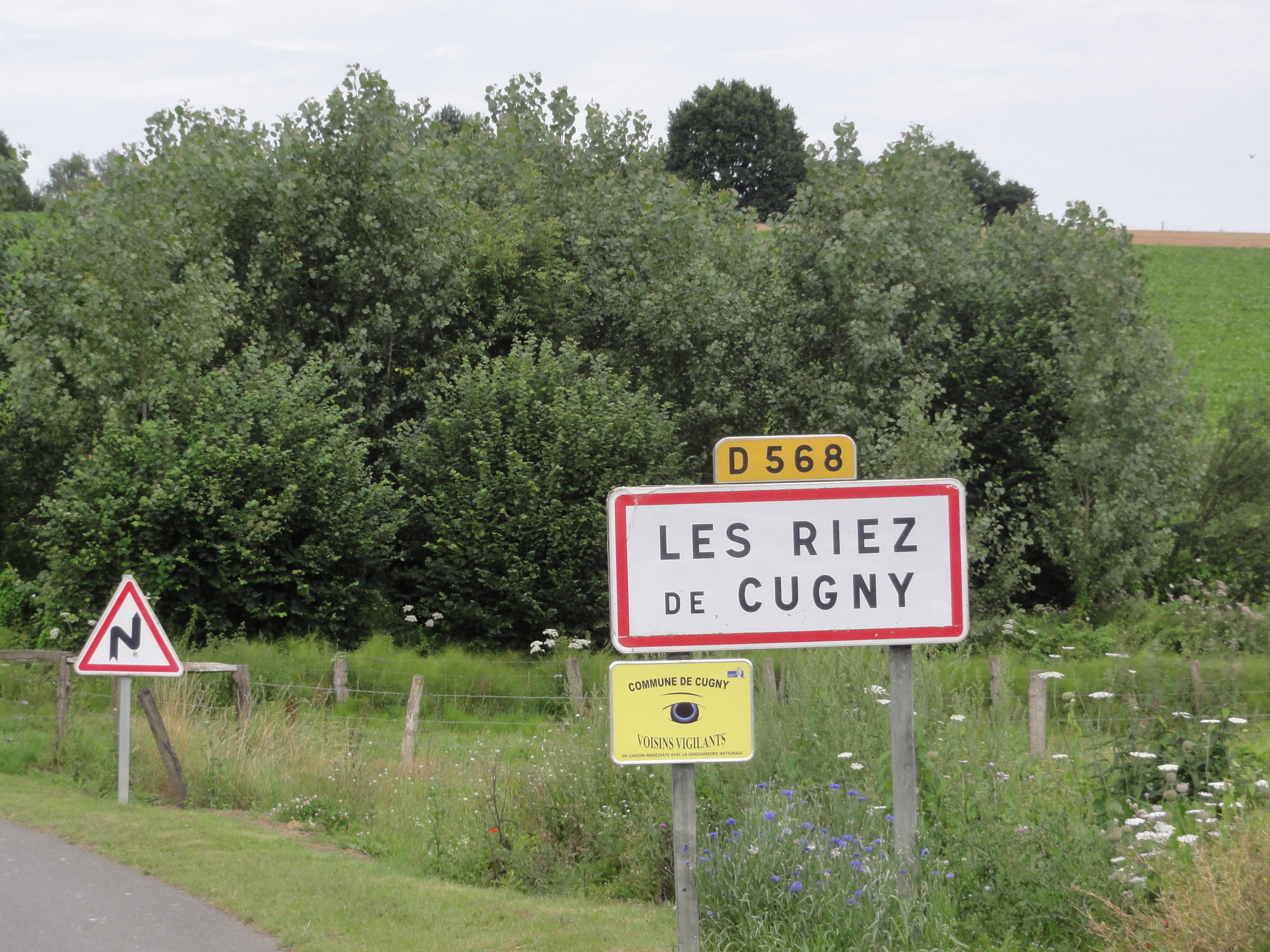
Entrée des Riez de Cugny.

Le village est situé aux confins du Saint-Quentinois et du Noyonnais.

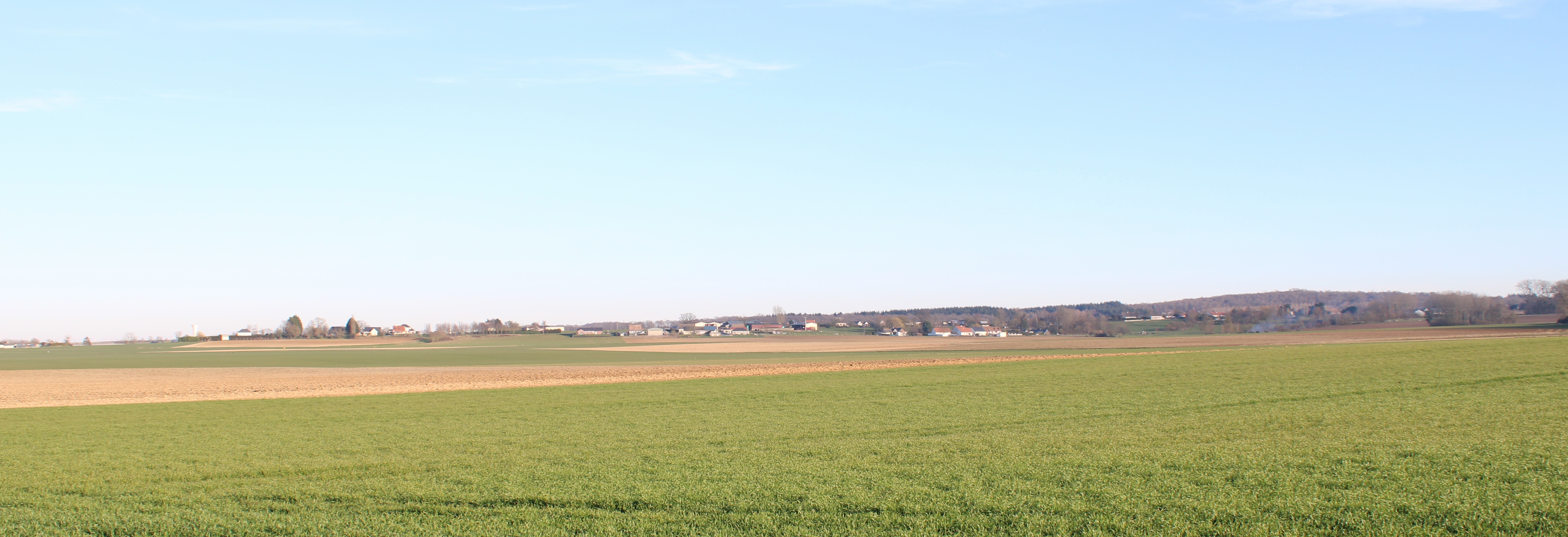
Panorama du village.

### Hameaux
Les Riez de Cugny est un hameau de Cugny.

### Hydrographie

#### Réseau hydrographique
La commune est située dans le bassin Artois-Picardie. Elle est drainée par la Sommette et le Cugny,.
La Sommette, d'une longueur de 15 km, prend sa source dans la commune  et se jette  dans la Somme à Ham, après avoir traversé huit communes.

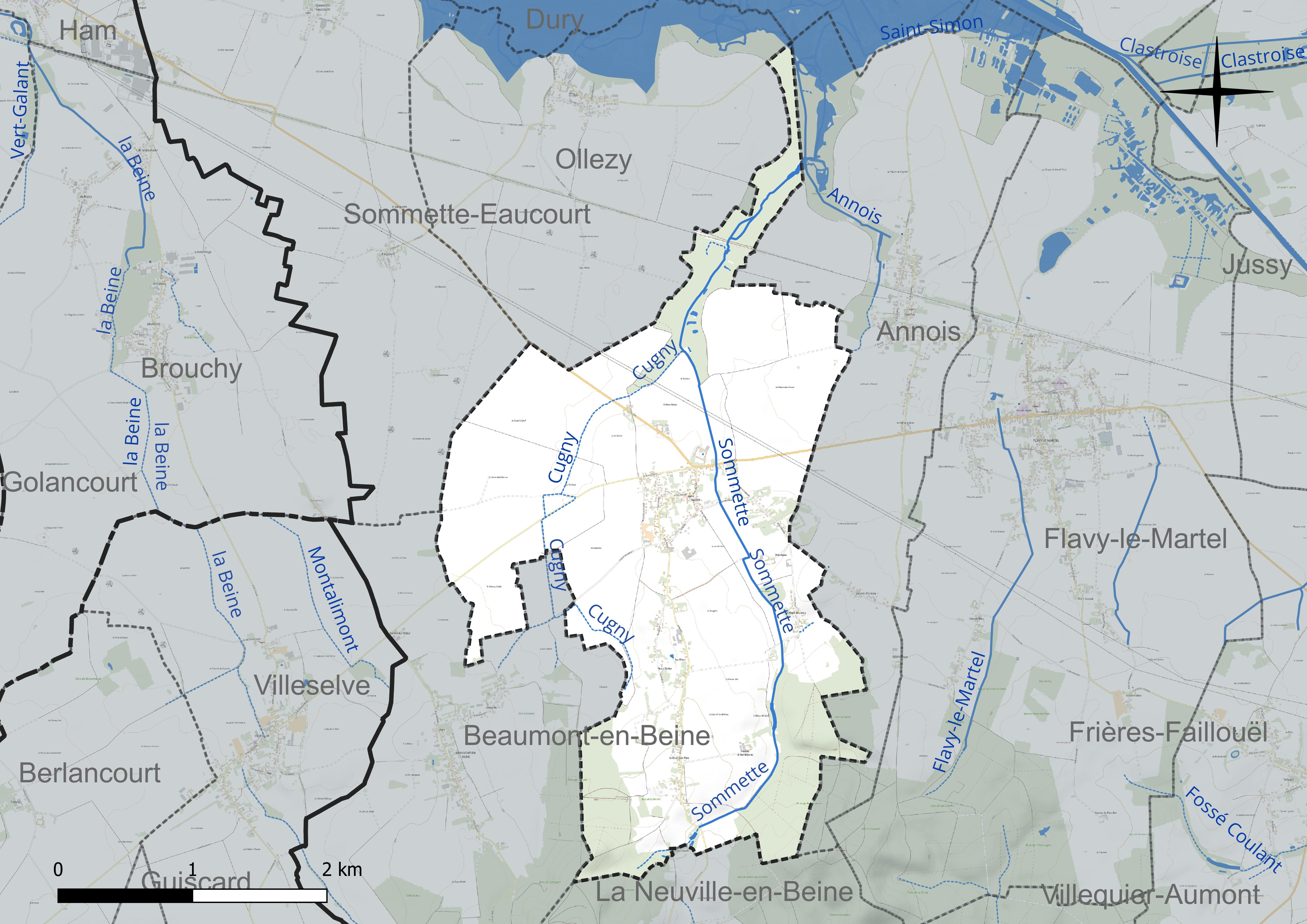
Réseau hydrographique de Cugny.

#### Gestion et qualité des eaux
Le territoire communal est couvert par le schéma d'aménagement et de gestion des eaux (SAGE) « Haute Somme ». Ce document de planification concerne un territoire de 1 798 km2 de superficie, délimité par le bassin versant de la Haute Somme est constitué d'un réseau hydrographique complexe de cours d'eau, de marais, d'étangs et de canaux. Le périmètre a été arrêté le 21 avril 2006 et le SAGE proprement dit a été approuvé le 15 juin 2017. La structure porteuse de l'élaboration et de la mise en œuvre est le syndicat mixte d'aménagement hydraulique du bassin versant de la Somme (AMEVA).
La qualité des cours d'eau peut être consultée sur un site dédié géré par les agences de l'eau et l'Agence française pour la biodiversité.

### Climat
Le climat qui caractérise la commune est qualifié, en 2010, de « climat océanique dégradé des plaines du Centre et du Nord », selon la typologie des climats de la France qui compte alors huit grands types de climats en métropole. En 2020, la commune ressort du type « climat océanique altéré » dans la classification établie par Météo-France, qui ne compte désormais, en première approche, que cinq grands types de climats en métropole. Il s'agit d'une zone de transition entre le climat océanique, le climat de montagne et le climat semi-continental. Les écarts de température entre hiver et été augmentent avec l'éloignement de la mer. La pluviométrie est plus faible qu'en bord de mer, sauf aux abords des reliefs.
Les paramètres climatiques qui ont permis d'établir la typologie de 2010 comportent six variables pour les températures et huit pour les précipitations, dont les valeurs correspondent aux données mensuelles sur la normale 1971-2000. Les sept principales variables caractérisant la commune sont présentées dans l'encadré ci-après.
| Paramètres climatiques communaux sur la période 1971-2000 - Moyenne annuelle de température : 10,4 °C - Nombre de jours avec une température inférieure à −5 °C : 3,8 j - Nombre de jours avec une température supérieure à 30 °C : 3,4 j - Amplitude thermique annuelle : 14,9 °C - Cumuls annuels de précipitation : 695 mm - Nombre de jours de précipitation en janvier : 10,8 j - Nombre de jours de précipitation en juillet : 8,7 j |

Avec le changement climatique, ces variables ont évolué. Une étude réalisée en 2014 par la Direction générale de l'Énergie et du Climat complétée par des études régionales prévoit en effet que la  température moyenne devrait croître et la pluviométrie moyenne baisser, avec toutefois de fortes variations régionales. Ces changements peuvent être constatés sur la station météorologique de Météo-France la plus proche, « Clastres », sur la commune de Clastres, mise en service en 1961 et qui se trouve à 7 km à vol d'oiseau,, où la température moyenne annuelle est de 10,8 °C et la hauteur de précipitations de 731,1 mm pour la période 1981-2010.
Sur la station météorologique historique la plus proche, « Saint-Quentin », sur la commune de Fontaine-lès-Clercs,  mise en service en 1933 et à 12 km, la température moyenne annuelle évolue de 10 °C pour la période 1971-2000 à 10,3 °C pour 1981-2010, puis à 10,8 °C pour 1991-2020.

## Urbanisme

### Typologie
Au 1er janvier 2024, Cugny est catégorisée commune rurale à habitat dispersé, selon la nouvelle grille communale de densité à 7 niveaux définie par l'Insee en 2022.
Elle est située hors unité urbaine. Par ailleurs la commune fait partie de l'aire d'attraction de Ham, dont elle est une commune de la couronne,. Cette aire, qui regroupe 13 communes, est catégorisée dans les aires de moins de 50 000 habitants,.

### Occupation des sols

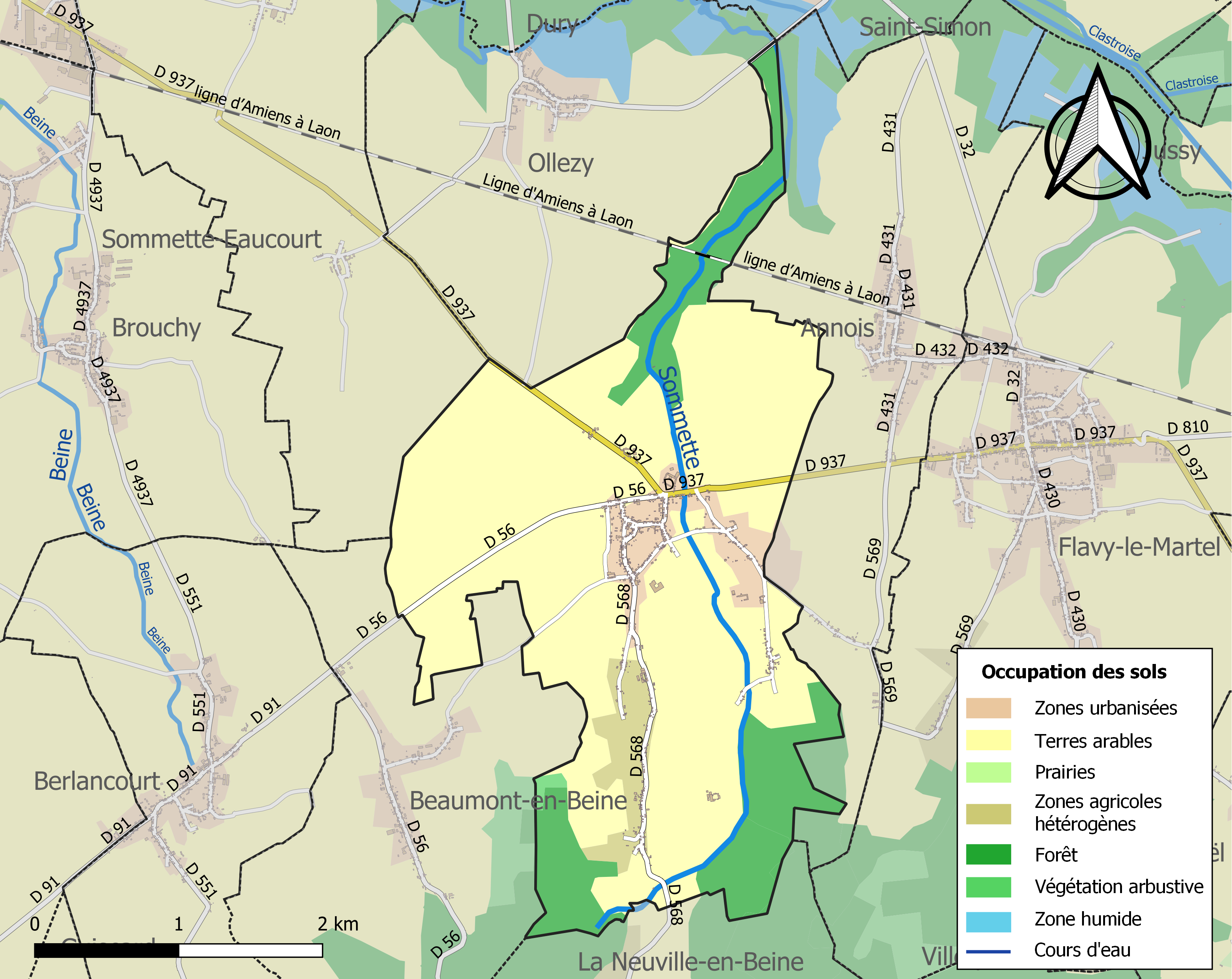
Carte des infrastructures et de l'occupation des sols de la commune en 2018 (CLC).

L'occupation des sols de la commune, telle qu'elle ressort de la base de données européenne d'occupation biophysique des sols Corine Land Cover (CLC), est marquée par l'importance des territoires agricoles (76 % en 2018), une proportion sensiblement équivalente à celle de 1990 (76,2 %). La répartition détaillée en 2018 est la suivante : 
terres arables (71,8 %), forêts (17,8 %), zones urbanisées (5,9 %), zones agricoles hétérogènes (4,2 %), milieux à végétation arbustive et/ou herbacée (0,3 %).
L'IGN met par ailleurs à disposition un outil en ligne permettant de comparer l'évolution dans le temps de l'occupation des sols de la commune (ou de territoires à des échelles différentes). Plusieurs époques sont accessibles sous forme de cartes ou photos aériennes : la carte de Cassini (XVIIIe siècle), la carte d'état-major (1820-1866) et la période actuelle (1950 à aujourd'hui).

## Toponymie
Le village s'est d'abord appelé Tugny vers l'an 800, Cauviniacus puis Calviniacus vers 900, Altare de Cahunengy en 1145 et enfin Keugny dès 1373.

## Histoire
La présence de vestiges mérovingiens indique l'ancienneté de l'habitat du lieu.
L'abbaye d'Homblières possédait un domaine appelé de Maurepas, divisé en deux fermes, dont l'une appartenait à la mense abbatiale, et l'autre formait la dotation d'un bénéfice appelé la prévôté de Maurepas. L'abbé et le prévôt jouissaient, à part, des lots qui leur appartenaient, et les affermaient séparément.
Le village subit des destructions lors de la Première et de la Seconde Guerre mondiale.

## Politique et administration

La communauté d'agglomération du Saint-Quentinois dans le département de l'Aisne.

### Rattachements administratifs et électoraux
La commune se trouve dans l'arrondissement de Saint-Quentin du département de l'Aisne. Pour l'élection des députés, elle fait partie de la deuxième circonscription de l'Aisne.
Elle faisait partie depuis 1801 du canton de Saint-Simon. Dans le cadre du redécoupage cantonal de 2014 en France, elle fait désormais partie du canton de Ribemont.

### Intercommunalité
La commune faisait partie de la communauté de communes du canton de Saint-Simon (C32S), créée fin 1994.
Dans le cadre des dispositions de la loi portant nouvelle organisation territoriale de la République (Loi NOTRe) du 7 août 2015, qui prévoit que les établissements publics de coopération intercommunale (EPCI) à fiscalité propre doivent avoir un minimum de 15 000 habitants (sous réserve de certaines dérogations bénéficiant aux territoires de très faible densité), le préfet de l'Aisne a adopté un nouveau schéma départemental de coopération intercommunale par arrêté du 30 mars 2016 qui prévoit notamment la fusion de la  communauté de communes du canton de Saint-Simon et de la communauté d'agglomération de Saint-Quentin, aboutissant au regroupement de 39 communes comptant 83 287 habitants.
Cette fusion est intervenue le 1er janvier 2017, et la commune est désormais membre de la communauté d'agglomération du Saint-Quentinois.

### Liste des maires
| Période                                  | Période                   | Identité      | Étiquette | Qualité                                                                               |
| ---------------------------------------- | ------------------------- | ------------- | --------- | ------------------------------------------------------------------------------------- |
| Les données manquantes sont à compléter. |                           |               |           |                                                                                       |
| avant 1874                               | après 1875                | M. Magdelain  |           |                                                                                       |
| Les données manquantes sont à compléter. |                           |               |           |                                                                                       |
|                                          |                           | Daniel Verlin |           |                                                                                       |
| mars 2001                                | En cours (au 28 mai 2020) | Michel Bono   | DVD       | Fonctionnaire Vice-président de la C23S (2014 → 2016) Réélu pour le mandat 2020-2026, |

## Démographie
Ses habitants sont les Caviniens.
L'évolution du nombre d'habitants est connue à travers les recensements de la population effectués dans la commune depuis 1793. Pour les communes de moins de 10 000 habitants, une enquête de recensement portant sur toute la population est réalisée tous les cinq ans, les populations de référence des années intermédiaires étant quant à elles estimées par interpolation ou extrapolation. Pour la commune, le premier recensement exhaustif entrant dans le cadre du nouveau dispositif a été réalisé en 2008.

En 2022, la commune comptait 605 habitants, en évolution de +0,67 % par rapport à 2016 (Aisne : −1,97 %, France hors Mayotte : +2,11 %).
| 1793 | 1800 | 1806 | 1821 | 1831  | 1836  | 1841  | 1846  | 1851  |
| ---- | ---- | ---- | ---- | ----- | ----- | ----- | ----- | ----- |
| 800  | 805  | 864  | 902  | 1 028 | 1 087 | 1 060 | 1 081 | 1 105 |

| 1856  | 1861  | 1866  | 1872 | 1876 | 1881 | 1886 | 1891 | 1896 |
| ----- | ----- | ----- | ---- | ---- | ---- | ---- | ---- | ---- |
| 1 101 | 1 148 | 1 054 | 973  | 941  | 861  | 805  | 807  | 764  |

| 1901 | 1906 | 1911 | 1921 | 1926 | 1931 | 1936 | 1946 | 1954 |
| ---- | ---- | ---- | ---- | ---- | ---- | ---- | ---- | ---- |
| 690  | 680  | 595  | 508  | 509  | 446  | 419  | 484  | 477  |

| 1962 | 1968 | 1975 | 1982 | 1990 | 1999 | 2006 | 2008 | 2013 |
| ---- | ---- | ---- | ---- | ---- | ---- | ---- | ---- | ---- |
| 469  | 434  | 387  | 407  | 501  | 503  | 546  | 557  | 597  |

| 2018 | 2022 | - | - | - | - | - | - | - |
| ---- | ---- | - | - | - | - | - | - | - |
| 612  | 605  | - | - | - | - | - | - | - |

## Culture locale et patrimoine

### Lieux et monuments

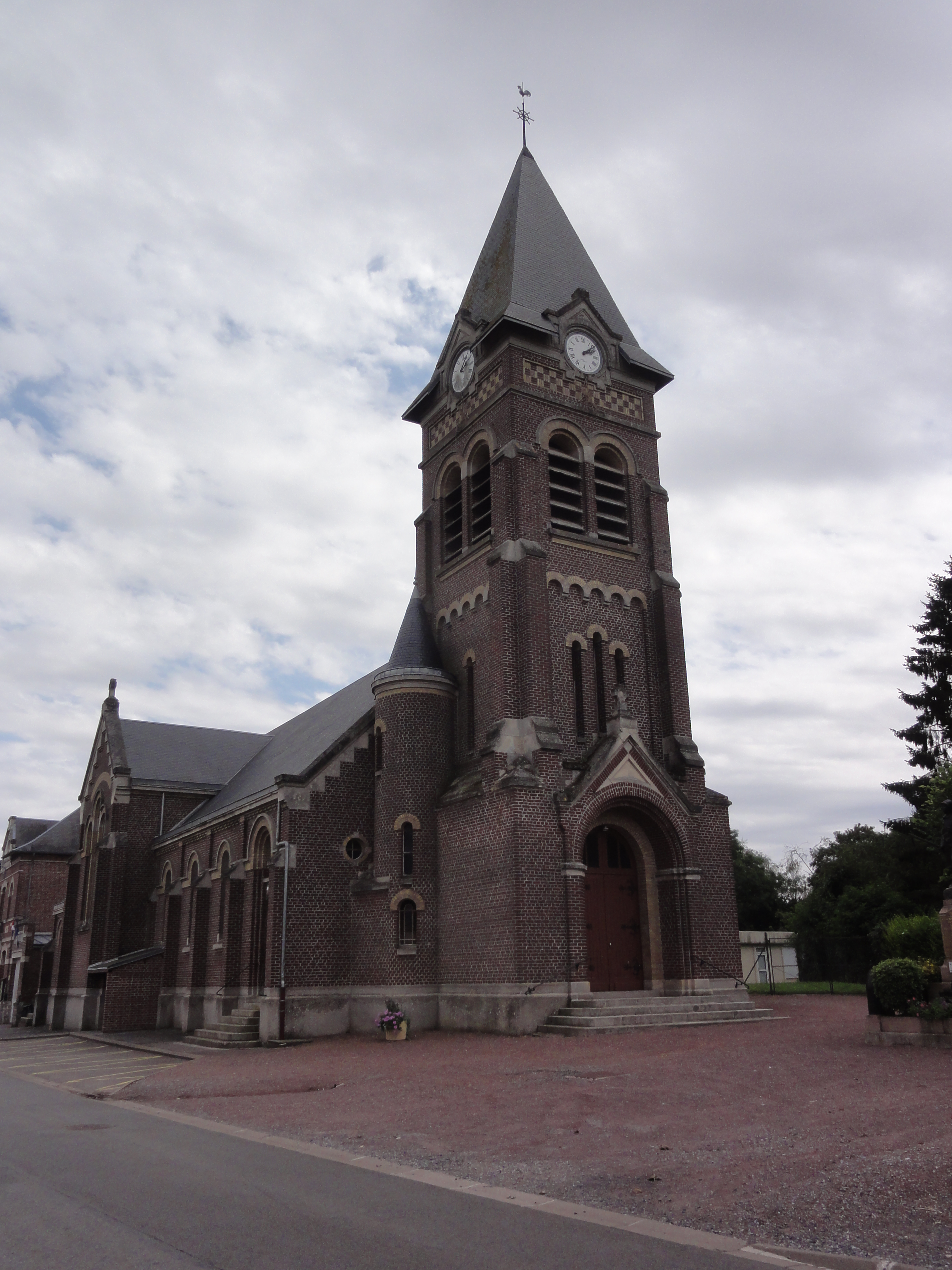
Église Saint-Médard.
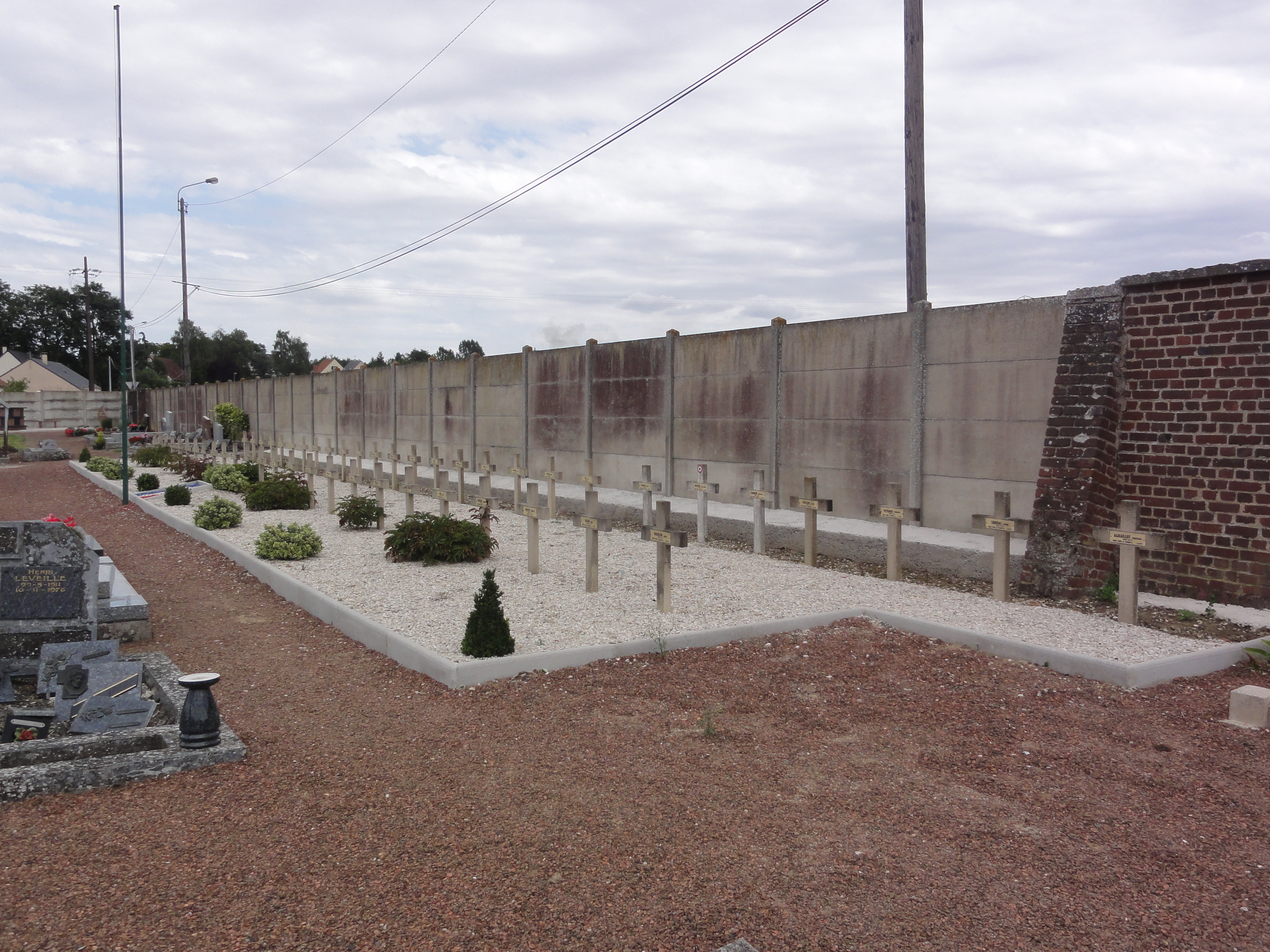
Carré militaire français et des tombes de la Commonwealth War Graves Commission au cimetière.
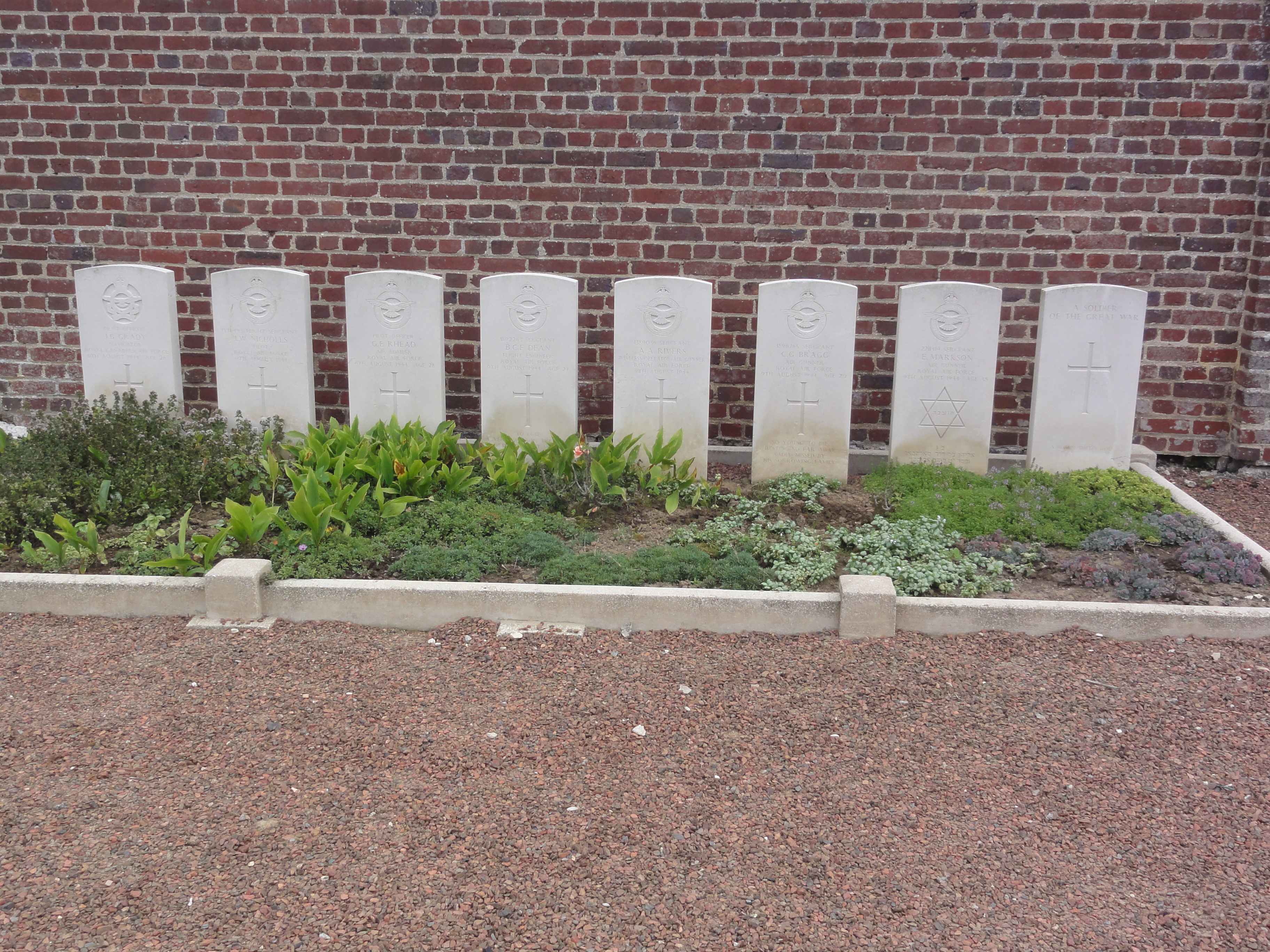
Monument aux morts.
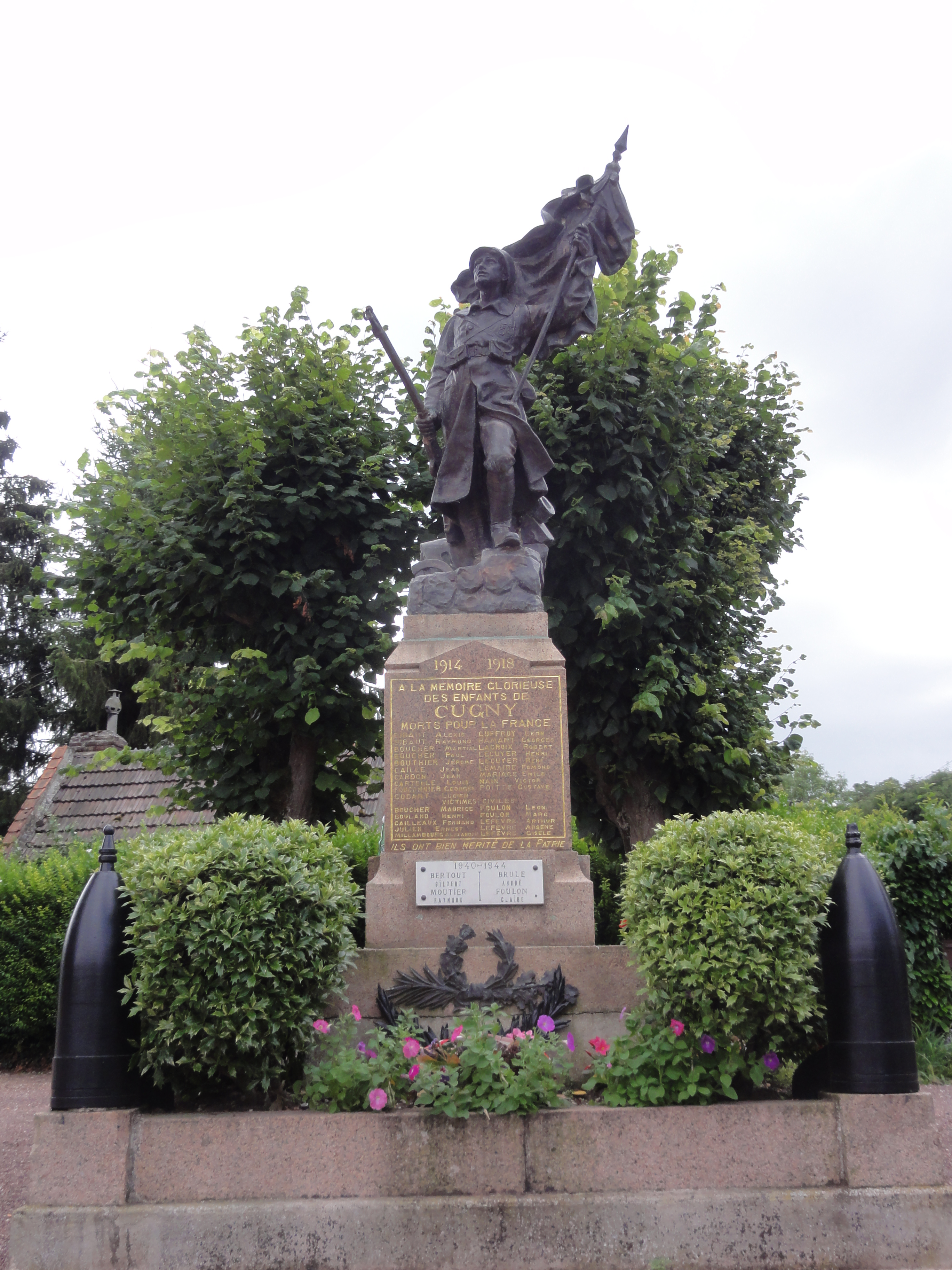
Monument des aviateurs 1944.
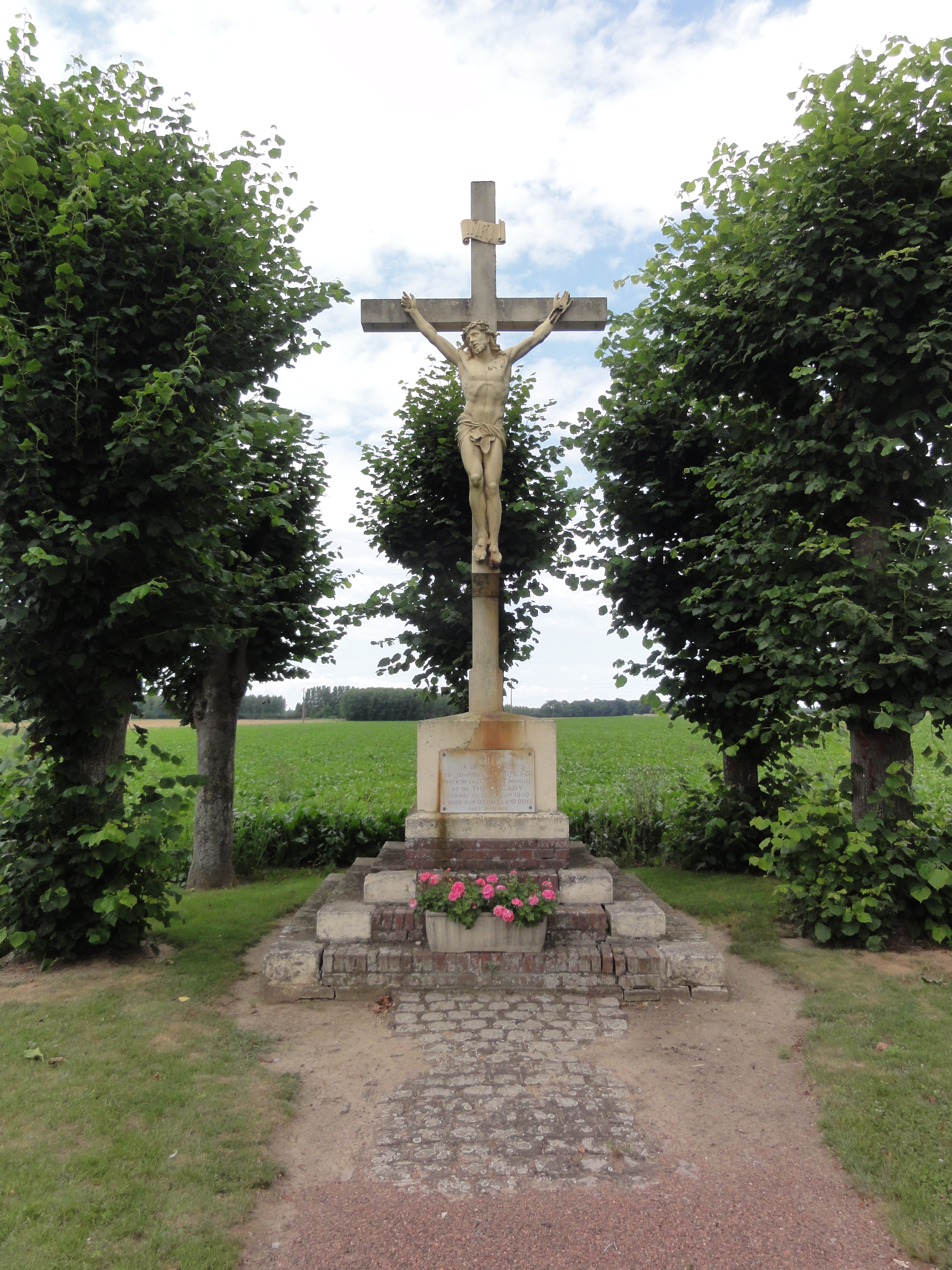
Mémorial accident d'avion 1969.

- Église Saint-Médard.
- Le carré militaire.
- Tombes de la CWCG.
- Monument aux morts.
- Mémorial accident d'avion 1969.

### Personnalités liées à la commune

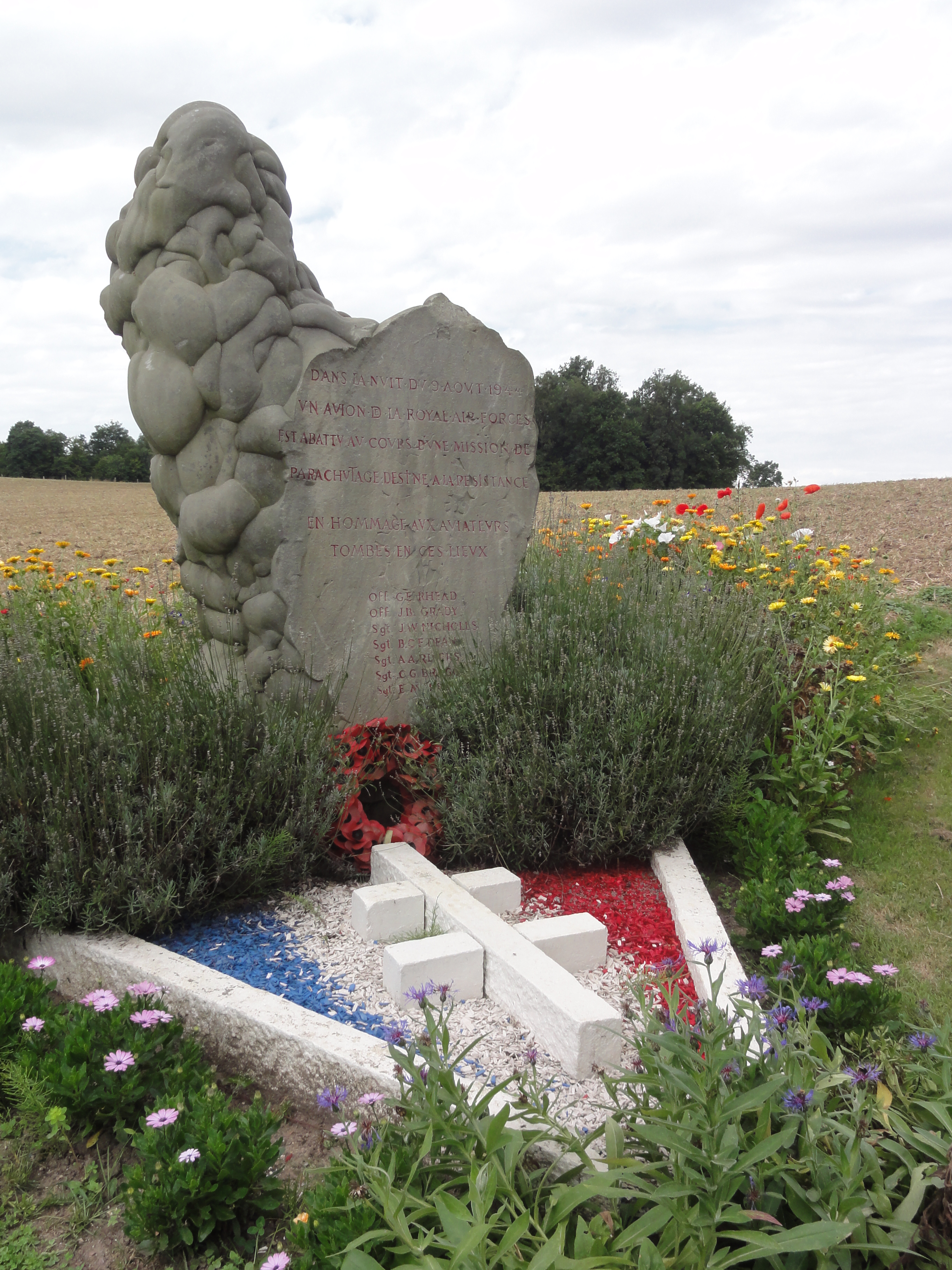
Monument des aviateurs 1944.

- Albert Louppe (1856-1927), né à Cugny, ingénieur et homme politique.
- Louis Brassart-Mariage et fils architectes de l'église (1929).
- L'équipage du Halifax,  MA-Y abattu le 9 août 1944 lors de la Seconde Guerre mondiale et qui s'écrasa au-dessus de la commune, lors d'une mission de ravitaillement en armes  du groupe de résistants picards dirigée par le capitaine Étienne Dromas,  était constitué de 7 aviateurs :
  - le pilote, sergent Chef Nicholls, âgé de 22 ans ;
  - le copilote, adjudant Grady RCAF, âgé de 26 ans ;
  - le bombardier, sous-lieutenant Read, âgé de 28 ans ;
  - l'opérateur radio, sergent A Rivers, âgé de 23 ans ;
  - le mécanicien, sergent Dean, âgé de 27 ans ;
  - le largeur, sergent Bragg, âgé de 20 ans ;
  - le mitrailleur arrière, sergent E. Markson, âgé de 38 ans.

Ils ont été enterrés au carré militaire du cimetière du village, avec les hommages des habitants et malgré les instructions de la Gestapo.

### Animations sportives et culturelles
Anecdotes
Certaines personnalités comme Jêrome Thomas se sont rendues[Quand ?] dans cette petite commune pour la Fête du sport qui est la manifestation sportive liée au canton de Saint-Simon[réf. nécessaire].

### Héraldique
| Blason de Cugny | Blason  | Parti : au 1er d'argent à l'aigle de sable, becquée, languée et membrée d'or, au 2e de gueules à la gerbe de blé d'or; le tout sommé d'un chef d'azur à la bande d'argent côtoyée par deux doubles cotices potencées et contre potencée d'or. |
| Blason de Cugny | Détails | Création de Jean-François Binon adoptée par la municipalité en 2016. |

## Pour approfondir